# Marga górska
Marga górska (Quedius obscuripennis) – gatunek chrząszcza z rodziny kusakowatych i podrodziny kusaków.

## Taksonomia
Takson ten opisany został po raz pierwszy w 1901 roku przez Maxa Bernhauera na łamach „Verhandlungen der Kaiserlich-Königlichen Zoologisch-Botanischen Gesellschaft in Wien” jako odmiana Quedius ochropterus. Jako miejsce typowe wskazano Negoiu. Do rangi osobnego gatunku wyniesiony został w 1924 roku przez Edoarda Gridelliego. Do gatunku tego zalicza się trzy podgatunki:
- Quedius obscuripennis arvernus Herman, 2001
- Quedius obscuripennis obscuripennis Bernhauer, 1901
- Quedius obscuripennis pyrenaeicola Coiffait, 1963

Ostatni z wymienionych opisany został w 1963 roku przez Henriego Coiffaita na łamach „Bulletin de la Société d’Histoire Naturelle de Toulouse”. Jako miejsce typowe wskazano Fabian w Pirenejach Wysokich. Ostatni z wymienionych opisany został po raz pierwszy w 1982 roku przez Coiffaita na łamach „Nouvelle revue d’entomologie” pod nazwą Quedius obscuripennis arvenicus. Jako miejsce typowe wskazano okolice Lac de Chambedaze we francuskim departamencie Puy-de-Dôme. Użyta przez Coiffaita nazwa okazała się być homonimem, stąd Lee H. Herman w 2001 roku wprowadził nowy epitet arvernus.

## Morfologia
Chrząszcz o wydłużonym ciele długości od 8,5 do 10,5 mm. Głowa jest owalna, lekko ku tyłowi zwężona, smolistobrunatna z brunatnoczerwonymi czułkami i głaszczkami. Wyposażona jest w słabo uwypuklone oczy nieznacznie dłuższe od dwukrotności długości skroni. Czułki mają człon pierwszy krótszy niż dwa następne razem wzięte. Na czole znajdują się po dwa punkty przednie i tylne; brak jest punktów dodatkowych między przednimi oraz między tylnymi a krawędziami oczu. Mikrorzeźba ciemienia ma postać poprzecznych linii. Przedplecze jest wypukłe, smolistobrunatne, w kątach przednich z mikrorzeźbą o głównie wielokątnych, miejscami okrągławych oczkach. Na powierzchni tarczki brak jest punktowania. Pokrywy są wyraźnie krótsze od przedplecza, brunatnoczerwone, zazwyczaj z parą ciemnych plam w pobliżu szwu, rzadziej jednobarwne. Powierzchnia pokryw jest porośnięta niezłocistymi włoskami, stosunkowo delikatnie punktowana i między punktami delikatnie pomarszczona, niewyraźnie zmatowiała, pozbawiona dobrze zaznaczonej mikrorzeźby. Odwłok jest smolisty z metalicznym połyskiem i brunatnoczerwono rozjaśnionymi tylnymi krawędziami tergitów. W sąsiedztwie bocznych krawędzi tergitów nie występują kępki złotych włosków.

## Ekologia i występowanie
Owad górski, rozmieszczony od regla dolnego po szczyty, preferujący jednak piętro subalpejskie i alpejskie. Spotykany na terenach otwartych i zadrzewionych. Bytuje w ściółce, detrytusie, wśród mchów, pod opadłymi liśćmi i kamieniami.
Gatunek palearktyczny, europejski. Podgatunek nominatywny znany jest z Niemiec, Szwajcarii, Austrii, Włoch, Słowenii, Polski, Czech, Słowacji, Ukrainy, Rumunii, Chorwacji, Bośni i Hercegowiny oraz Macedonii Północnej. Swym zasięgiem obejmuje Alpy, Apeniny, Las Czeski, Karpaty i góry Półwyspu Bałkańskiego. W Polsce podawany jest z Beskidu Żywieckiego i Małego, Tatr i Bieszczadów. Pozostałe podgatunki występują tylko we Francji. Podgatunek Q. o. arvernus jest endemitem Masywu Centralnego, a podgatunek Q. o. pyrenaeicola Pirenejów.